# Глинка (Гомельская область)
Глинка (бел. Глінка) — деревня в Лясковичском сельсовете Петриковского района Гомельской области Белоруссии.

## География
В 31 км на северо-запад от Петрикова, 10 км от железнодорожной станции Копцевичи (на линии Лунинец — Калинковичи), 220 км от Гомеля.
На востоке и западе граничит с лесом.

## История
По письменным источникам известна с XVIII века как селение в Мозырском повете Минского воеводства Великого княжества Литовского. В конце XVIII века здесь работал рудник по выплавке железа. После 2-го раздела Речи Посполитой (1793 год) в составе Российской империи. В 1801 году упоминается как село в Лясковичской волости Мозырского уезда Минской губернии. В 1931 году организован колхоз. Во время Великой Отечественной войны 7 жителей погибли на фронте. Согласно переписи 1959 года в составе совхоза «Бринёв» (центр — деревня Бринёв).

## Население
- 1897 год — 10 дворов, 62 жителя (согласно переписи).
- 1908 год — 11 дворов, 73 жителя.
- 1917 год — 102 жителя.
- 1925 год — 23 двора.
- 1959 год — 144 жителя (согласно переписи).
- 2004 год — 3 хозяйства, 4 жителя.

## Транспортная сеть
Транспортные связи по просёлочной, затем автомобильной дороге Лунинец — Калинковичи. Планировка состоит из короткой прямолинейной широтной улицы. Жилые дома деревянные, усадебного типа.